# Grace La Rue
Grace La Rue (nacida como Stella Parsons; 23 de abril de 1882–13 de marzo de 1956) fue una actriz, cantante, y estrella de vodevil estadounidense.

## Primeros años
Grace La Rue nació como Stella Parsons en Kansas City, Misuri, el 23 de abril de 1882, de Lucy L. Parsons.[cita requerida]

## Carrera
La Rue comenzó su carrera siendo adolescente, trabajando en un espectáculo itinerante de carpas. Mientras tanto, se casó con William T. Gray, con quien tuvo dos hijas en plena adolescencia. Más tarde formó parte del equipo Burke and La Rue, con su segundo marido, Charles Burke. Uno de sus números era una pieza de minstrel titulada "Grace La Rue and her Inky Dinks". Pronto se separó del grupo - y de Burke - para dedicarse a la comedia musical.
La Rue actuó en varias producciones de Broadway, debutando en The Tourists en 1906. También actuó en The Blue Moon (1906), Molly May (1910), Betsy (1911) y en las Ziegfeld Follies de 1907 y 1908. En 1909 se casó con Byron (The Millionaire Kid) Chandler en Bennington, Vermont. El matrimonio se rompió en 1914, cuando La Rue se divorció, alegando que Chandler le era infiel y que la golpeaba.
La Rue debutó como solista de vodevil en noviembre de 1912 en el Poli's de Springfield, Misuri. Como parte del acto cantó un aria de Madame Butterfly, y un dueto con una grabación fonográfica de Enrico Caruso. Variety le dio una buena crítica comentando que el acto le dio a La Rue la "oportunidad de mostrar su cultivada voz parisina".
La Rue debutó en el Palace Theatre el 4 de agosto de 1913. Su actuación incluyó la canción "You Made Me Love You (I Didn't Want to Do It)", del espectáculo Honeymoon Express, un musical en el que había actuado con Al Jolson. Ese mismo año, llevó su espectáculo de vodevil a Gran Bretaña y actuó en el London Palace el 4 de agosto de 1913, donde realizó grabaciones para gramófono de canciones de éxito de su espectáculo.
En 1919, La Rue debutó en la industria cinematográfica junto al actor de cine y teatro estadounidense Hale Hamilton en el melodrama That's Good. Se casó con Hamilton el 29 de mayo de 1920, en medio de un torbellino de controversia en torno a una demanda presentada por la segunda esposa de Hamilton, la actriz Myrtle Tannehill.
En 1922-1923, La Rue actuó en la segunda Music Box Revue de Irving Berlin en el Music Box Theatre en Nueva York. En 1924, actuó en el Coliseum de Londres con Hamilton. Durante el resto de la década trabajó principalmente en Estados Unidos, alternando el vodevil con comedias musicales y revistas. Una de sus últimas grandes actuaciones fue en 1928 en Greenwich Village Follies, en el Winter Garden Theatre de Nueva York. En 1929 apareció en un cortometraje para Vitaphone titulado Grace La Rue: The International Star of Song. A principios de la década de 1930, se había retirado a California, donde hizo una breve aparición en la película de Mae West de 1933 She Done Him Wrong.

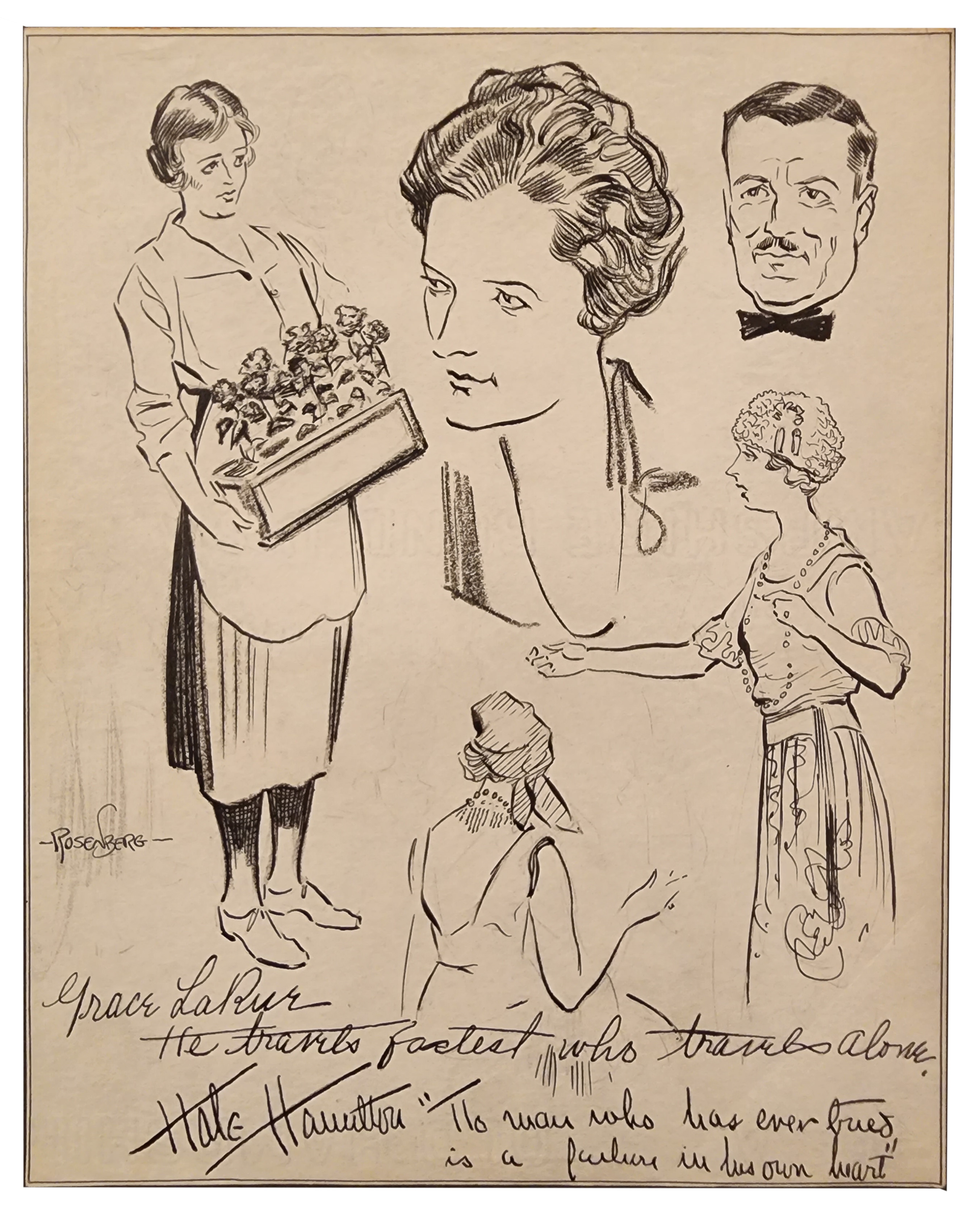
Dibujo firmado por Manuel Rosenberg 1919

Grace La Rue murió en el Peninsula Hospital en Burlingame, California el 13 de marzo de 1956.